# 劉孟 (明朝)
劉孟（1453年—？），字子賢，江西吉安府安福縣人，軍籍，明朝政治人物。

## 生平
成化十六年（1480年）庚子科江西鄉試第十八名舉人。成化二十三年（1487年）中式丁未科會試第二百十一名，二甲第五名進士。本年十一月授兵科給事中。弘治二年（1489年）九月充副使，册封淮府。十年十一月升吏科右，十一年十月升禮科左，十二年四月因太僕寺少卿楊瑛事被下狱，赎杖还职。十二年十二月升刑科都，十四年十一月升福建左参政，平白水峒剧寇。正德元年（1506年）三月升广东右布政使，二年闰正月轉左布政使，三年九月升都察院右副都御史、巡抚延绥等处，四年四月以久不至京领敕，逆瑾责赂逮狱，令荷重枷百斤，置吏部大门外以为群吏警，时方酷暑，廷臣相率申救，乃释之，罰输赎罪米三百石于居庸关，罢为民而归。

## 家族
曾祖劉貴良；祖父劉拱政，封刑部員外郎；父劉秩，刑部郎中。前母周氏（贈宜人）；母留氏。重庆下。